# Frank O'Hara

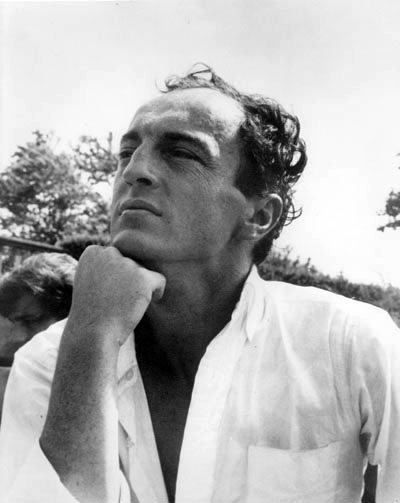
Frank O'Hara

Francis Russell "Frank" O'Hara, född 27 mars 1926 i Baltimore, Maryland, död 25 juli 1966 på Bayview Hospital i Mastic Beach på Long Island, New York, var en amerikansk poet som brukar räknas till den så kallade New York-skolans första generation. Den postuma utgåvan av hans samlade dikter, The Collected Poems of Frank O'Hara (1971), delade det prestigefyllda National Book Award 1972 tillsammans med Howard Moss Selected Poems (1971). Han var även verksam som pjäsförfattare och konstkritiker vid sidan av arbetet som museikurator på Museum of Modern Art på Manhattan.

## Liv

### Barndom och ungdom
Francis Russel O'Hara var äldsta barnet i en syskonskara på tre. Han föddes i Marylands stora stad Baltimore, utan att föräldrarna ännu var gifta, och firade hela livet sin födelsedag tre månader senare än det datum då han egentligen fyllde år. Båda föräldrarna, Katherine Broderick och Russel J. O'Hara, var av irländsk härkomst och tillhörde en katolsk församling i den lilla staden Worcester i Massachusetts. Han växte upp i småstaden Grafton i Worcester County men gick i skolan i föräldrarnas närliggande hemstad Worcester, först St. Paul's School och därefter St. John's High School. Från sjuårsåldern studerade han piano, och så småningom även harmonilära för olika privata lärare. Åren 1941–1944 studerade han piano för Margaret Mason vid New England Conservatory i Boston, den äldsta privata musikskolan i USA.

#### Flottan
Efter avslutad high school gjorde Frank O'Hara värnplikten under ett par år mot slutet av andra världskriget, 1944–1946, i den amerikanska flottan. Han var först stationerad i Norfolk vid Atlantkusten, därefter i Kalifornien på västkusten. I Stillahavsflottan tjänstgjorde han som signalspanare ombord på jagaren USS Nicholas.

### Universitetsår
De följande fyra åren var O'Hara collegestudent vid Harvard University i Cambridge. Här återupptog han till en början sina musikstudier och komponerade en del, men ändrade så småningom inriktning och tog i stället en Bachelor of Arts eller fil kand i engelska. Han lärde känna den ett år yngre John Ashbery, som var medredaktör för den litterära tidskriften The Harvard Advocate, i vilken Frank O'Hara publicerade dikter och berättelser. Vid besök i New York dessa år lärde han också känna unga poeter som Kenneth Koch och målare som Jane Freilicher, Fairfield Porter och Larry Rivers. 1950 fortsatte han sina studier i engelska vid University of Michigan i Ann Arbor och blev Master of Arts eller fil mag i engelsk litteratur året efter. Vid detta universitet tilldelades Frank O'Hara även ett större stipendium i Creative Writing, det så kallade Hopwood Award, som ännu utdelas av en särskilt tillsatt jury och går till studenter och blivande författare i alla skönlitterära genrer. Frank O'Hara fick det dels för ett diktmanus kallat A Byzantine Place, dels för ett versdrama kallat Try! Try!, a Noh play.

#### Poet's Theatre
Under åren i Cambridge hade Frank O'Hara visat intresse för teatern som konstform och varit med om att grunda teatern Poet's Theatre tillsammans med bland andra Violet Lang. Första gången hans eget nospel Try! Try! sattes upp var på Poet's Theatre i Cambridge 1951, tillsammans med ytterligare en enaktare, Change Your Bedding. Vid samma tillfälle uppfördes även John Ashberys maskspel Everyman, till vilket O'Hara hade skrivit musiken. Fem år senare, år 1956, återvände Frank O'Hara till Poet's Theatre för en säsong, i egenskap av regissör och skådespelare. Han satte då upp pjäsen The Compromise, även den av John Ashbery, och spelade själv med i den. Under denna sejour stiftade han också bekantskap med den unge poeten John Wieners som nyligen engagerats vid teatern och medverkade i pjäsen.

### Manhattan
Hösten 1951 bosatte han sig på Manhattan och delade lägenhet med Joseph LeSueur, kallad Joe i dikterna. De kom att bo ihop i elva år. Han försörjde sig som privatsekreterare åt Cecil Beaton en kort period och arbetade i receptionen på Museum of Modern Art. Han blev bekant med ännu en betydelsefull poet i hans egen ålder, James Schuyler, och gav ut sin första diktsamling, A City Winter, and Other Poems, tidigt året efter, på ett förlag som också var ett konstgalleri, nämligen det nystartade Tibor de Nagy Gallery. Han deltog i flera paneldiskussioner på The Club i Greenwich Village, ett tillhåll för abstrakta expressionister. Han träffade mängder av målare som exempelvis Michael Goldberg, Franz Kline, Willem de Kooning och Jackson Pollock, liksom poeter som Barbara Guest och musiker som Ned Rorem, vilka alla skulle komma att associeras med den så kallade New York-skolan så småningom. Tibor de Nagy Gallery fortsatte med att utge den pastorala prosadiktsviten Oranges: 12 pastorals i samband med en utställning av Grace Hartigans tolv målningar kallade Oranges. Dessa dikter dateras i ett manus till juni–augusti 1949, då Frank O'Hara vistades i sin hemstad Grafton. Den sista dikten i sviten fanns även med i det prisade diktmanuset A Byzantine Place.    
Frank O'Hara medverkade som skådespelare i The Living Theatres uppsättning av Pablo Picassos surrealistiska teaterpjäs Åtrån fångad i svansen på Cherry Lane Theatre i mars 1952. En andra version av hans eget versdrama Try! Try! sattes året efter upp vid Artists' Theatre i New York. Han sa upp sig från Museum of Modern Art och blev istället medarbetare i konsttidskriften Art News. Till den bidrog han som kritiker med regelbundna recensioner och emellanåt även längre artiklar under åren 1953–1955.

#### MoMA, 1955–1966
1955 knöts Frank O'Hara åter till Museum of Modern Art, men nu som medarbetare på den internationella avdelningen. Han bidrog till organiseringen av många viktiga vandringsutställningar. The New American Painting till exempel var den första utställningen av amerikansk abstrakt expressionism runt Europa 1958–1959. Italiensk 1900-talskonst ur amerikanska samlingar är exempel på en annan, visad i Milano och Rom år 1960. Det året utsågs han till assisterande museikurator för museets utställningar av måleri och skulptur, fem år senare samverkande kurator. Han svarade bland annat för de representativa, amerikanska urvalen till internationella utställningar i Japan, Brasilien, Italien och Tyskland. Han sammanställde en minnesutställning över Jackson Pollock, vilken senare gick runt i Europa 1958–1959. På MoMA anordnade han grupputställningar med bland annat modern spansk konst och separatutställningar med inhemska modernister som Robert Motherwell och Reuben Nakian.

## Verk

### Diktsamlingar 1952-1965
- A City Winter, and Other Poems (Tibor de Nagy Gallery Editions, 1952)
- Oranges: 12 pastorals (Tibor de Nagy Gallery Editions, 1953)
- Meditations in an Emergency (Grove Press, 1957)
- Odes (Tiber Press, 1960)
- Second Avenue (Totem/Corinth Press, 1960)
- Lunch Poems (City Lights Books, 1964)
- Love Poems (Tentative Title) (Tibor de Nagy Gallery Editions, 1965)

#### Tolkningar på svenska
- Till minne av mina känslor (översättning: Gunnar Harding) (Rallarros ; Bra Böcker, 1988)
- Lunchdikter (översättning och efterord: Jonas Brun, förord: John Ashbery; Rámus förlag, 2015)

#### Antologier
- Gunnar Harding (red.): Amerikansk undergroundpoesi (Wahlström & Widstrand, 1969)
- Reidar Ekner (red.): Poesi från USA (FIB:s lyrikklubb, 1972)

### Pjäser
Sedan slutet av 1970-talet finns ett tjugotal av Frank O'Haras pjäser utgivna. Några är författade tillsammans med andra - som exempelvis Larry Rivers, John Ashbery, Kenneth Koch och Bill Berkson. Ett par decennier senare utgavs den pånytt med titeln hämtad från en av pjäserna. 
- Selected Plays. Edited by Ron Padgett, Joan Simon, and Anne Waldman (1st ed. New York: Full Court Press, 1978)
  - Amorous Nightmares of Delay: Selected Plays (Johns Hopkins University Press, 1997)

### Essäer

#### Om konst
- Nature and New American Painting (Folder 3, 1954-55)
- Jackson Pollock (New York: George Braziller, Inc. 1959)
- New Spanish painting and sculpture (New York: The Museum of Modern Art, 1960)
- Robert Motherwell: with selections from the artist's writings (New York: The Museum of Modern Art, 1965)
- Nakian (New York: The Museum of Modern Art, 1966)
- Art chronicles, 1954-1966 (New York: G. Braziller, 1975). Krönikor rörande Jackson Pollock; Giorgio Cavallon; David Smith; Robert Motherwell; Helen Frankenthaler; Philip Guston; Alex Katz; George Spaventa; Franz Kline; Larry Rivers; Reuben Nakian.

### Fotnoter
1. ↑  CONOR.Sl, CONOR.SI-ID: 5963875.[källa från Wikidata]
2. ↑  ”En presentation av Frank O'Hara som 1972 års vinnare av National Book Award på stiftelsens nutida webbplats.”. Arkiverad från originalet den 19 januari 2013. https://web.archive.org/web/20130119083918/http://nbapoetryblog.squarespace.com/journal/2011/3/17/1972.html. Läst 28 februari 2013.
3. ↑  Kort historik över Poet's Theatre (1950-62). Arkiverad 24 mars 2015 hämtat från the Wayback Machine. cambridgehistory.org
4. ↑  En upptagning av Everyman, med Frank O'Haras musik, från 26 februari 1951, kan höras  här
5. ↑  Uppgiften hämtad från Ron Padgett: Joe: A Memoir of Joe Brainard, sid. 64 (Coffee House Press, 2004)
6. ↑  Omnämnande av The Club moma.org
7. ↑  Uppgiften är hämtad från A short chronology (Allen/O'Hara, 1971). Årtalet där (1953) är emellertid inte rätt, enligt Terrell W. Marrs: The Living Theatre: History, Theatrics, and Politics (Texas Tech University, 1984), utan det ska vara 1952. Även John Ashbery medverkade för övrigt i denna uppsättning. De spelade "De Båda Vovvarna", vilket Ashbery själv nämner i ett offentligt samtal med Ron Padgett i april 2011.